# Фредерик Генлі Сірс
Фредерик Генлі Сірс (англ. Frederick Hanley Seares; 17 травня 1873 — 20 липня 1964) — американський астроном, член Національної АН США.

## Біографія
Народився в Кассополісі (штат Мічиган). У 1895 році закінчив Каліфорнійський університет, продовжував освіту з астрономії в тому ж університеті, а також у Берліні та Парижі. Упродовж 1901—1909 років — директор обсерваторії Університету штату Міссурі, в 1909—1940 роках працював в обсерваторії Маунт-Вілсон, де до 1925 року завідував обчислювальним відділом, а потім був заступником директора. У 1929 році був президентом Тихоокеанського астрономічного товариства.
Основні наукові роботи відносяться до зоряної фотометрії. Встановив фотографічну шкалу величин зірок Північного Полярного ряду, яка була прийнята в 1922 році Міжнародним астрономічним союзом як стандарт, що визначає міжнародні фотографічну і фотовізуальну системи. Встановив стандартні величини зірок і в інших областях неба (опубліковані в 1930 році у вигляді каталогу величин 67948 зірок до 18,5m в 139 майданчиках північного неба до схилення -15). На основі цих даних Сірс вивчив також розподіл зірок за величинами і розподіл поглинаючої речовини в Галактиці. Ряд робіт присвячений вивченню змінних зірок, обчисленням орбіт комет, вимірюванню магнітного поля Сонця.
Медаль Кетрін Брюс Тихоокеанського астрономічного товариства (1940).
Кратер Сірс на Місяці названий на його честь.